# Sankt Oswald ob Eibiswald

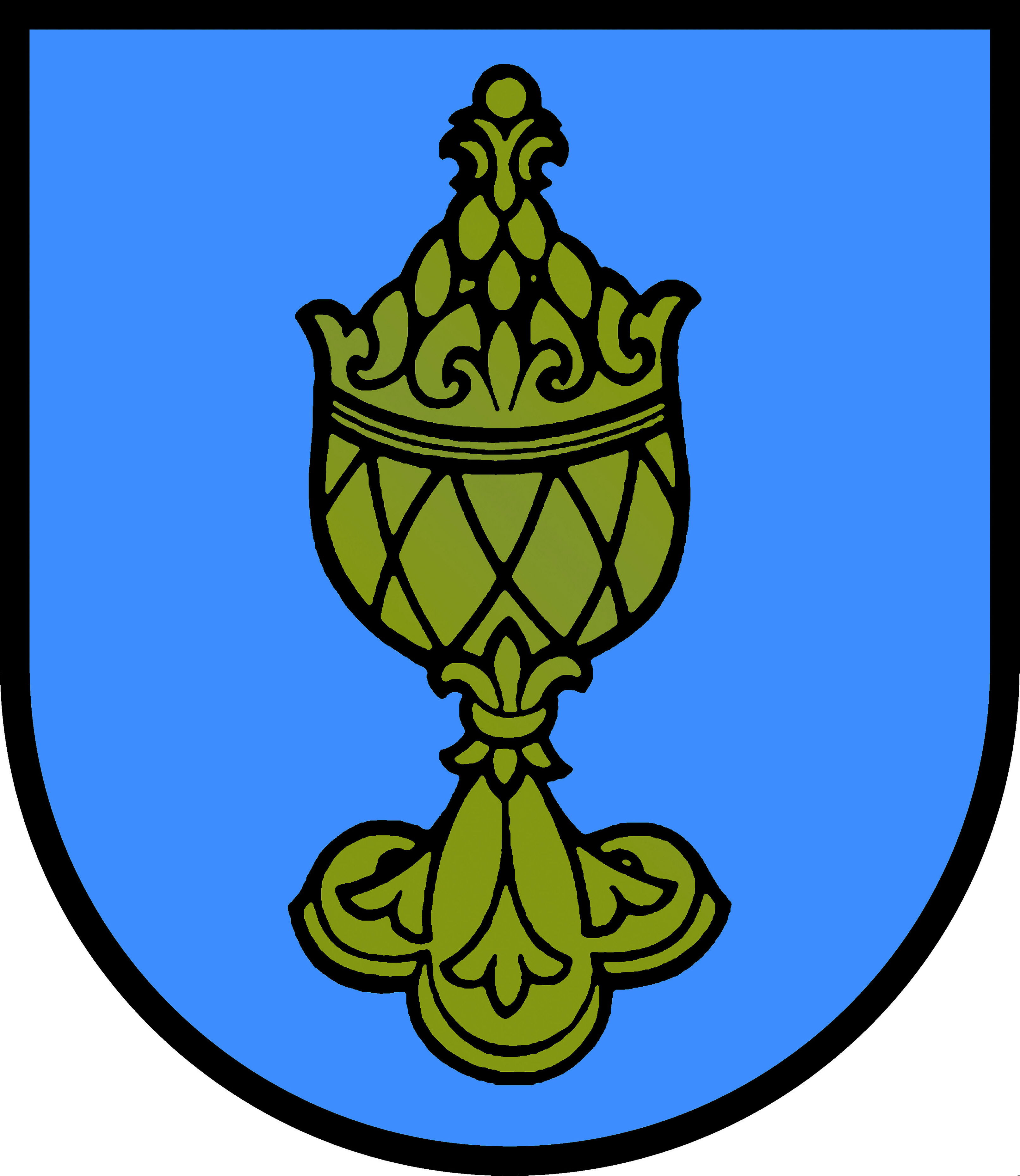
Wappen der früheren Gemeinde St. Oswald ob Eibiswald

Sankt Oswald ob Eibiswald ist ein Ort in der Weststeiermark. Er war bis Ende 2014 eine Gemeinde mit 562 Einwohnern (Stand 2014) im Bezirk Deutschlandsberg in der Steiermark. Im Rahmen der steiermärkischen Gemeindestrukturreform wurde St. Oswald ob Eibiswald 2015 mit den Gemeinden Aibl, Eibiswald, Großradl, Pitschgau und Soboth zur Gemeinde Eibiswald zusammengeschlossen. Grundlage dafür ist das Steiermärkische Gemeindestrukturreformgesetz – StGsrG. Eine Beschwerde, die von der Gemeinde gegen die Zusammenlegung beim Verfassungsgerichtshof eingebracht wurde, war nicht erfolgreich.

## Geographie

### Lage
Sankt Oswald ob Eibiswald liegt in der südlichen Weststeiermark und besteht aus vier Katastralgemeinden. Das Gebiet wird vom Krumbach (zur Feistritz und zur Drau) und dem Haderniggbach (zur Saggau und zur Mur) entwässert.

### Gemeindegliederung
Mit 1.386 ha bildet die KG Krumbach im Nordosten die größte Einheit. Im Nordosten schließt sich die KG St. Oswald ob Eibiswald mit 526 ha an, im Südosten liegt die KG Mitterstraßen mit 330 ha. Die kleinste KG liegt mit Rothwein im Süden. Sie ist nur 85 ha groß.

### Nachbarorte
|        | Wielfresen                                  | Wernersdorf |
| Soboth | Kompassrose, die auf Nachbargemeinden zeigt |             |
|        |                                             | Aibl        |

## Geschichte
Erstmals wurde Sankt Oswald 6. November 1399 urkundlich erwähnt. In der überlieferten Urkunde, die heute nur noch in einer Abschrift aus dem 16. Jahrhundert erhalten ist, verlieh Graf Hermann von Cilli dem Peter Methnitzer unter anderem auch zwei Huben und einen Wald bei St. Oswald ob Eibiswald („Item zwo hueben vnnd ainen waldt bey Sandt Oswaldt inn der Saka gelegen“).
Während des nationalsozialistischen Juliputsches im Jahr 1934 wurde der Gendarmerieposten von Nationalsozialisten, die unter Führung des Sohnes des Bürgermeisters standen, besetzt, die Waffen entwendet und die beiden am Posten anwesenden Gendarmen unter Bewachung gestellt. Nach diesem Coup fuhr ein Teil der NS-Aufrührer nach Eibiswald, während die übrigen bei den Bauern der Umgebung weitere Waffen beschafften. Nach dem Zusammenbruch des Putsches wurden im Ort sieben Personen wegen Beteiligung am Juliputsch verhaftet, der Rest, darunter auch der Sohn des Bürgermeisters, flüchteten über Jugoslawien nach Deutschland.

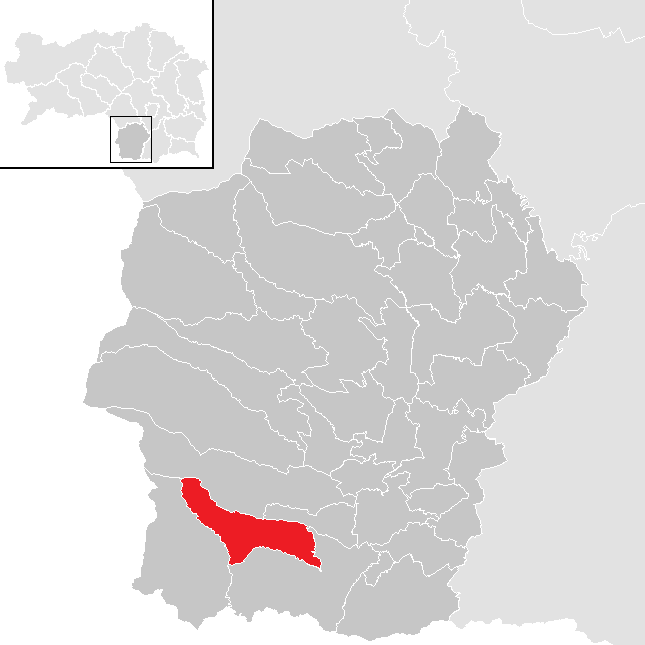
Lage der früheren Gemeinde St. Oswald ob Eibiswald im Bezirk Deutschlandsberg mit den Gemeindegrenzen bis Ende 2014

Der frühere Name der Gemeinde, „Sankt Oswald“, wurde mit 1. Juni 1951 in St. Oswald ob Eibiswald geändert. Die Namensänderung der Ortschaft „Buchenberg“ ebenfalls in St. Oswald ob Eibiswald trat am 1. Jänner 1973 in Kraft.

## Bevölkerung

### Bevölkerungsstruktur
Die Gemeinde hatte laut Volkszählung 2001 641 Einwohner. 95,9 % der Bevölkerung besitzen die österreichische Staatsbürgerschaft. Zur römisch-katholischen Kirche bekennen sich 91,6 % der Einwohner, 4,2 % sind ohne religiöses Bekenntnis.

### Bevölkerungsentwicklung
Im Gegensatz zum Trend innerhalb des Bezirkes Deutschlandsbergs war die Bevölkerungstendenz in Sankt Oswald zuletzt stark negativ. Kam es zwischen 1900 und den 1950er Jahren noch zu einem Bevölkerungszuwachs von rund 25 % so sank die Bürgerzahl in der Folge kontinuierlich. Heute leben in Sankt Oswald um rund 35 % weniger Menschen als noch 1951.

## Kultur und Sehenswürdigkeiten
Siehe auch: Liste der denkmalgeschützten Objekte in Eibiswald
- Pfarrkirche Sankt Oswald ob Eibiswald: Der einheitliche barocke Kirchenbau wurde von 1723 bis 1728 erbaut. Das Presbyterium wurde 1764 fertiggestellt.

- Kriegerdenkmal: Das 1923 errichtete Denkmal an die gefallenen Soldaten zeigt in der Gestalt eines Soldaten aus dem Ersten Weltkrieg einen Unteroffizier der Alpenjäger aus St. Oswald ob Eibiswald: Herrn Johann Kriebernegg, vlg. Schmuckpeter. Das Denkmal wurde 2013 renoviert.[7]

- St. Oswald liegt im Landschaftsschutzgebiet Nr. 3 „Soboth-Radlpass“. Dieses Gebiet ist von Wiesen und Wäldern in einer großräumigen Waldlandschaft, von Grünlandnutzung und kleinräumigen Streuobstwiesen geprägt. Die Unterschutzstellung dient der Erhaltung des landschaftlichen Charakters, der natürlichen und naturnahen Landschaftselemente sowie der Bewahrung der Landschaft als Erholungsraum für die Allgemeinheit. Geschützt sind beispielsweise die großen zusammenhängenden unverbauten Flächen wie naturnahe Waldflächen, die strukturierte Kulturlandschaft mit ihren Kleinbiotopen wie Gebüschen und Baumgruppen, die Feldrain- und Waldrandgesellschaften, die naturnahen strukturreichen Kleingewässer wie Quellen, Bäche etc., die Lebensräume für die im Schutzgebiet vorkommenden Tier- und Pflanzenarten und die naturnahen Bachabschnitte.[8]

## Wirtschaft und Infrastruktur
Laut Arbeitsstättenzählung 2001 gab es in St. Oswald 32 Arbeitsstätten mit 80 Beschäftigten sowie 168 Auspendler und 47 Einpendler. Wichtigste Branchen waren dabei die Sachgütererzeugung und das Beherbergungs- u. Gaststättenwesen. Es gibt 51 land- und forstwirtschaftliche Betriebe (davon 22 im Haupterwerb), die zusammen 4.902 ha bewirtschaften (1999).
Die Verkehrserschließung erfolgt über die Südsteirische Grenz Straße (B 69).

## Politik

### Gemeinderat
Der Gemeinderat von Sankt Oswald war stark von der SPÖ dominiert. Bereits bei den Gemeinderatswahlen 2000 verfügte die Partei mit 53,56 % über die absolute Stimmen- und Mandatsmehrheit. 2005 konnte die SPÖ noch zulegen, und gewann mit 62,16 % ein zusätzliches Mandat, das durch das nicht Antreten der FPÖ frei geworden war. Die ÖVP erreichte 2005 37,84 % und konnte somit ihren Stimmanteil um 4,51 % ausbauen.

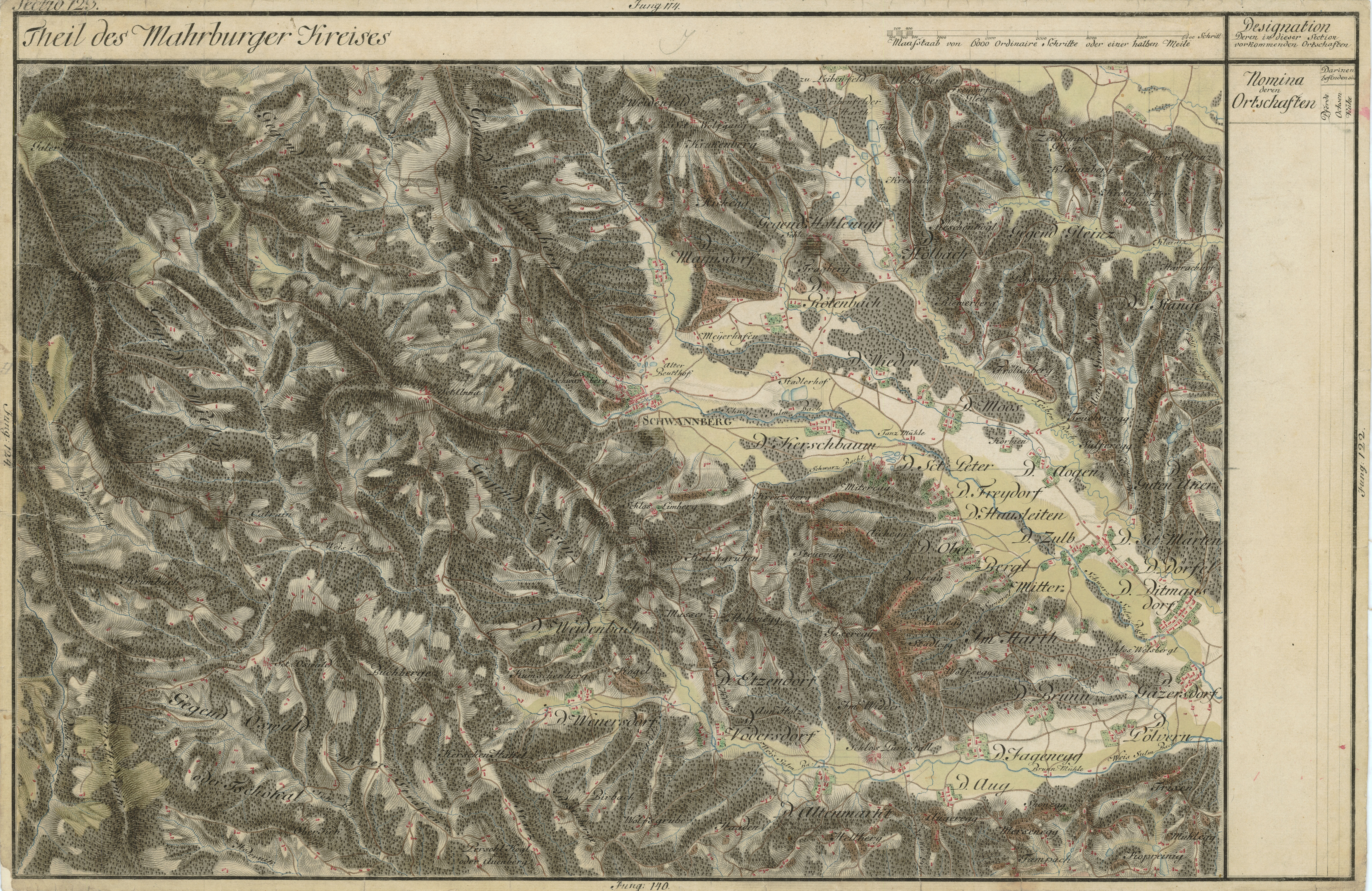
Das Gebiet von St. Oswald in der Josephinischen Landesaufnahme um das Jahr 1790
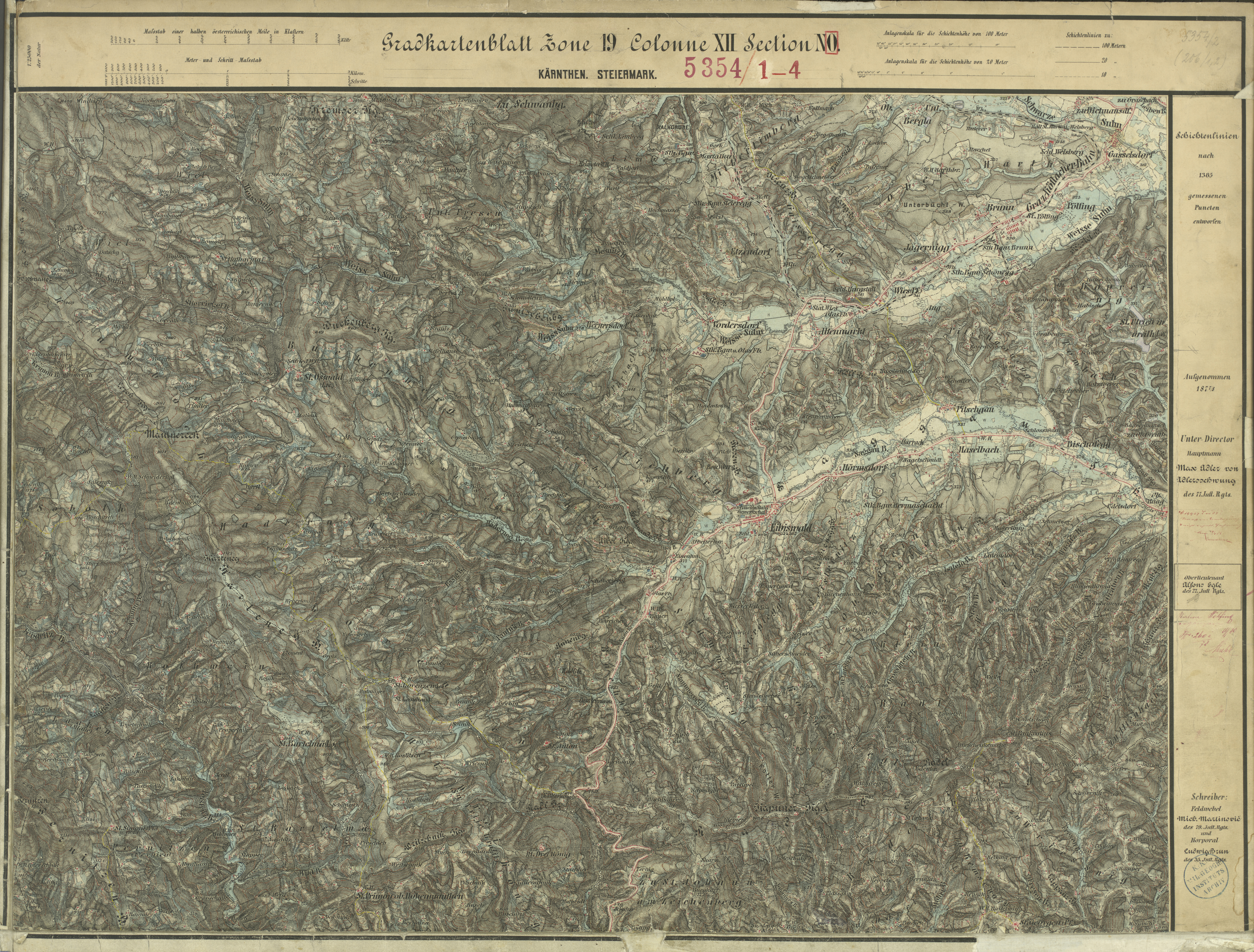
Neunzig Jahre später, 1877/78, prägen Bergbau und Eisenwerke das Bild der Landkarte

### Wappen
Das Wappen wurde der früheren Gemeinde Sankt Oswald ob Eibiswald mit Wirkung vom 11. Mai 1987 von der Steiermärkischen Landesregierung verliehen und am 1. Juni 1987 überreicht. Es zeigt einen goldenen Deckelpokal in gotischer Form auf blauem Grund.